# 裏海棱鯡
裏海棱鯡為輻鰭魚綱鲱形目鲱科的其中一種，分布於裏海海域及伏爾加河下游流域，體長可達12公分，棲息在淡水、鹹水域，繁殖期會在河口產卵，以浮游性甲殼類為食。

## 擴展閱讀
維基物種上的相關：裏海棱鯡